# Chartreuse d'Oiron
La chartreuse d'Oiron ou d'Oyron était un ancien monastère de Chartreux, attenant au château d'Oiron, à Oiron dans les Deux-Sèvres, qui n'a existé que pendant une cinquantaine d'années, à partir de 1396.

## Histoire
En 1396, Péronnelle, vicomtesse de Thouars affecte à l'établissement d'une chartreuse pour treize religieux, 800 livres de rente, dont 300 en terres et fiefs, cens, rentes et dîmes qu'elle possède à Oiron et une maison à Thouars, dont les religieux ne sont  pas encore mis en possession, au moment de sa mort en 1397. Ils la revendiquent judiciairement, et le chef de l’ordre, le prieur et les définiteurs de la chartreuse, assignent au parlement, son neveu Pierre d'Amboise, vicomte de Thouars, Ingelger d'Amboise, Marguerite de Thouars et Pernelle d’Amboise, comtesse de Longueville, en qualité d’héritiers de la vicomtesse Pernelle, pour se voir condamner à mettre la maison litigieuse entre les mains des religieux du couvent d’Oiron.
Pierre d'Amboise cède à Marguerite de Clisson, par acte du 8 mai 1417, tous les droits compris dans la fondation de la chartreuse.
Les chartreux cèdent le monastère et les dépendances, le 2 septembre 1442, à Louis d'Amboise, vicomte de Thouars, qui est resté maître de tout ce qui n'a pas été aliéné par Pierre d'Amboise, pour 3 500 écus. Le prieur et les religieux s'engagent à placer en fonds une somme pour l'entretien des huit religieux qui devaient leur succéder.
L’opposition de la puissante famille d’Amboise fait échouer la fondation, qui est abandonnée en 1446. Les chartreux font un arrangement avec le vicomte de Thouars et partagent le revenu de ce monastère, en cinq parties, pour autant de chartreuses déjà fondées : la Grande Chartreuse, et les chartreuses du Parc, du Liget, de Paris et du Val-Dieu.